# Yacouba Togola
Pour les articles homonymes, voir Togola.
Yacouba Togola, né le 24 juillet 1986 à Koumantou, est un coureur cycliste malien.

## Biographie
En 2012, Yacouba Togola représente son pays lors des championnats d'Afrique au Burkina Faso. L'année suivante, il est sacré champion national du Mali.
Lors de la saison 2015, il s'impose sur une étape du Tour du Togo. Il se classe également cinquième d'une étape du Tour du Faso.

## Palmarès
- 2012
  - 1re étape de la Coupe du Mali (contre-la-montre)
- 2013
  -  Champion du Mali sur route
- 2015
  - 4e étape du Tour du Togo